# 3e étape du Tour d'Espagne 2022
Pour un article plus général, voir Tour d'Espagne 2022.
La 3e étape du Tour d'Espagne 2022 se déroule le dimanche 21 août 2022 de Bréda à Bréda aux Pays-Bas, sur une distance de 193,5 km.

## Parcours
Cette troisième et ultime étape aux Pays-Bas se court sur un parcours ultra plat qui devrait faire le bonheur des sprinteurs. Il est à noter que le parcours fait une très brève incursion sur le territoire belge en traversant la commune de Baerle-Duc, enclave belge aux Pays-Bas.

## Déroulement de la course
Dès le début de l'étape, une échappée de sept coureurs se forme. Elle se compose des Espagnols Ander Okamika (Burgos-BH), Pau Miquel (Kern Pharma), José Herrada (Cofidis) et Mikel Iturria (Euskaltel-Euskadi), des Belges Thomas De Gendt (Lotto Soudal) et Jan Bakelants (Intermarché-Wanty Gobert) et du Néerlandais Julius van den Berg (EF Education). Après avoir compté trois minutes d'avance, les fuyards sont repris par le peloton à 11,5 km de l'arrivée. Comme la veille, l'Irlandais Sam Bennett gagne l'étape en remportant le sprint. Le maillot rouge revient à Edoardo Affini (Jumbo-Visma).

## Résultats

### Classement de l'étape
| \| Classement de l'étape \| Classement de l'étape \| Classement de l'étape \| Classement de l'étape \| Classement de l'étape \| \| Coureur \| Coureur \| Pays \| Équipe \| Temps \| \| --------------------- \| --------------------- \| --------------------- \| --------------------- \| --------------------- \| \| 1er \| Sam Bennett \| Irlande \| Bora-Hansgrohe \| 4 h 05 min 53 s \| \| 2e \| Mads Pedersen \| Danemark \| Trek-Segafredo \| + 0 s \| \| 3e \| Daniel McLay \| Royaume-Uni \| Arkéa-Samsic \| + 0 s \| \| 4e \| Bryan Coquard \| France \| Cofidis \| + 0 s \| \| 5e \| Fabian Lienhard \| Suisse \| Groupama-FDJ \| + 0 s \| \| 6e \| Tim Merlier \| Belgique \| Alpecin-Deceuninck \| + 0 s \| \| 7e \| Kaden Groves \| Australie \| BikeExchange-Jayco \| + 0 s \| \| 8e \| Cédric Beullens \| Belgique \| Lotto-Soudal \| + 0 s \| \| 9e \| Pascal Ackermann \| Allemagne \| UAE Team Emirates \| + 0 s \| \| 10e \| Danny van Poppel \| Pays-Bas \| Bora-Hansgrohe \| + 0 s \| |                  |             |                    |                 |
| |                  |             |                    |                 |
| Source : ProCyclingStats |                  |             |                    |                 |
| Classement de l'étape |                  |             |                    |                 |
| Coureur | Coureur          | Pays        | Équipe             | Temps           |
| 1er | Sam Bennett      | Irlande     | Bora-Hansgrohe     | 4 h 05 min 53 s |
| 2e | Mads Pedersen    | Danemark    | Trek-Segafredo     | + 0 s           |
| 3e | Daniel McLay     | Royaume-Uni | Arkéa-Samsic       | + 0 s           |
| 4e | Bryan Coquard    | France      | Cofidis            | + 0 s           |
| 5e | Fabian Lienhard  | Suisse      | Groupama-FDJ       | + 0 s           |
| 6e | Tim Merlier      | Belgique    | Alpecin-Deceuninck | + 0 s           |
| 7e | Kaden Groves     | Australie   | BikeExchange-Jayco | + 0 s           |
| 8e | Cédric Beullens  | Belgique    | Lotto-Soudal       | + 0 s           |
| 9e | Pascal Ackermann | Allemagne   | UAE Team Emirates  | + 0 s           |
| 10e | Danny van Poppel | Pays-Bas    | Bora-Hansgrohe     | + 0 s           |

## Classements à l'issue de l'étape

### Classement général
| \| Classement général \| Classement général \| Classement général \| Classement général \| Classement général \| \| Coureur \| Coureur \| Pays \| Équipe \| Temps \| \| ------------------ \| ------------------ \| ------------------ \| ------------------ \| ------------------ \| \| 1er \| Edoardo Affini \| Italie \| Jumbo-Visma \| 8 h 20 min 07 s \| \| 2e \| Sam Oomen \| Pays-Bas \| Jumbo-Visma \| + 0 s \| \| 3e \| Primož Roglič \| Slovénie \| Jumbo-Visma \| + 0 s \| \| 4e \| Sepp Kuss \| États-Unis \| Jumbo-Visma \| + 0 s \| \| 5e \| Mike Teunissen \| Pays-Bas \| Jumbo-Visma \| + 0 s \| \| 6e \| Robert Gesink \| Pays-Bas \| Jumbo-Visma \| + 0 s \| \| 7e \| Ethan Hayter \| Royaume-Uni \| Ineos Grenadiers \| + 13 s \| \| 8e \| Richard Carapaz \| Équateur \| Ineos Grenadiers \| + 13 s \| \| 9e \| Carlos Rodríguez \| Espagne \| Ineos Grenadiers \| + 13 s \| \| 10e \| Pavel Sivakov \| France \| Ineos Grenadiers \| + 13 s \| |                  |             |                  |                 |
| |                  |             |                  |                 |
| Source : ProCyclingStats |                  |             |                  |                 |
| Classement général |                  |             |                  |                 |
| Coureur | Coureur          | Pays        | Équipe           | Temps           |
| 1er | Edoardo Affini   | Italie      | Jumbo-Visma      | 8 h 20 min 07 s |
| 2e | Sam Oomen        | Pays-Bas    | Jumbo-Visma      | + 0 s           |
| 3e | Primož Roglič    | Slovénie    | Jumbo-Visma      | + 0 s           |
| 4e | Sepp Kuss        | États-Unis  | Jumbo-Visma      | + 0 s           |
| 5e | Mike Teunissen   | Pays-Bas    | Jumbo-Visma      | + 0 s           |
| 6e | Robert Gesink    | Pays-Bas    | Jumbo-Visma      | + 0 s           |
| 7e | Ethan Hayter     | Royaume-Uni | Ineos Grenadiers | + 13 s          |
| 8e | Richard Carapaz  | Équateur    | Ineos Grenadiers | + 13 s          |
| 9e | Carlos Rodríguez | Espagne     | Ineos Grenadiers | + 13 s          |
| 10e | Pavel Sivakov    | France      | Ineos Grenadiers | + 13 s          |

| Classement par points | Classement par points | Classement par points | Classement par points | Classement par points |
| Coureur               | Coureur               | Pays                  | Équipe                | Points                |
| --------------------- | --------------------- | --------------------- | --------------------- | --------------------- |
| 1er                   | Sam Bennett           | Irlande               | Bora-Hansgrohe        | 117 pts               |
| 2e                    | Mads Pedersen         | Danemark              | Trek-Segafredo        | 80 pts                |
| 3e                    | Pascal Ackermann      | Allemagne             | UAE Team Emirates     | 34 pts                |
| 4e                    | Tim Merlier           | Belgique              | Alpecin-Deceuninck    | 34 pts                |
| 5e                    | Daniel McLay          | Royaume-Uni           | Arkéa-Samsic          | 34 pts                |
| 6e                    | Thomas De Gendt       | Belgique              | Lotto-Soudal          | 20 pts                |
| 7e                    | Kaden Groves          | Australie             | BikeExchange-Jayco    | 19 pts                |
| 8e                    | Mike Teunissen        | Pays-Bas              | Jumbo-Visma           | 18 pts                |
| 9e                    | Bryan Coquard         | France                | Cofidis               | 18 pts                |
| 10e                   | Ethan Hayter          | Royaume-Uni           | Ineos Grenadiers      | 17 pts                |

| Classement par points | Classement par points | Classement par points | Classement par points | Classement par points |
| Coureur               | Coureur               | Pays                  | Équipe                | Points                |
| --------------------- | --------------------- | --------------------- | --------------------- | --------------------- |
| 1er                   | Sam Bennett           | Irlande               | Bora-Hansgrohe        | 117 pts               |
| 2e                    | Mads Pedersen         | Danemark              | Trek-Segafredo        | 80 pts                |
| 3e                    | Pascal Ackermann      | Allemagne             | UAE Team Emirates     | 34 pts                |
| 4e                    | Tim Merlier           | Belgique              | Alpecin-Deceuninck    | 34 pts                |
| 5e                    | Daniel McLay          | Royaume-Uni           | Arkéa-Samsic          | 34 pts                |
| 6e                    | Thomas De Gendt       | Belgique              | Lotto-Soudal          | 20 pts                |
| 7e                    | Kaden Groves          | Australie             | BikeExchange-Jayco    | 19 pts                |
| 8e                    | Mike Teunissen        | Pays-Bas              | Jumbo-Visma           | 18 pts                |
| 9e                    | Bryan Coquard         | France                | Cofidis               | 18 pts                |
| 10e                   | Ethan Hayter          | Royaume-Uni           | Ineos Grenadiers      | 17 pts                |

| Classement de la montagne | Classement de la montagne | Classement de la montagne | Classement de la montagne | Classement de la montagne |
| Coureur                   | Coureur                   | Pays                      | Équipe                    | Points                    |
| ------------------------- | ------------------------- | ------------------------- | ------------------------- | ------------------------- |
| 1er                       | Julius van den Berg       | Pays-Bas                  | EF Education-EasyPost     | 3 pts                     |
| 2e                        | Thomas De Gendt           | Belgique                  | Lotto-Soudal              | 2 pts                     |
| 3e                        | Thibault Guernalec        | France                    | Arkéa-Samsic              | 1 pt                      |

| Classement de la montagne | Classement de la montagne | Classement de la montagne | Classement de la montagne | Classement de la montagne |
| Coureur                   | Coureur                   | Pays                      | Équipe                    | Points                    |
| ------------------------- | ------------------------- | ------------------------- | ------------------------- | ------------------------- |
| 1er                       | Julius van den Berg       | Pays-Bas                  | EF Education-EasyPost     | 3 pts                     |
| 2e                        | Thomas De Gendt           | Belgique                  | Lotto-Soudal              | 2 pts                     |
| 3e                        | Thibault Guernalec        | France                    | Arkéa-Samsic              | 1 pt                      |

| Classement du meilleur jeune | Classement du meilleur jeune | Classement du meilleur jeune | Classement du meilleur jeune | Classement du meilleur jeune |
| Coureur                      | Coureur                      | Pays                         | Équipe                       | Temps                        |
| ---------------------------- | ---------------------------- | ---------------------------- | ---------------------------- | ---------------------------- |
| 1er                          | Ethan Hayter                 | Royaume-Uni                  | Ineos Grenadiers             | 8 h 20 min 20 s              |
| 2e                           | Carlos Rodríguez             | Espagne                      | Ineos Grenadiers             | + 0 s                        |
| 3e                           | Pavel Sivakov                | France                       | Ineos Grenadiers             | + 0 s                        |
| 4e                           | Luke Plapp                   | Australie                    | Ineos Grenadiers             | + 0 s                        |
| 5e                           | Remco Evenepoel              | Belgique                     | Quick-Step Alpha Vinyl       | + 1 s                        |
| 6e                           | Ilan Van Wilder              | Belgique                     | Quick-Step Alpha Vinyl       | + 1 s                        |
| 7e                           | Kaden Groves                 | Australie                    | BikeExchange-Jayco           | + 18 s                       |
| 8e                           | Juan Ayuso                   | Espagne                      | UAE Team Emirates            | + 20 s                       |
| 9e                           | João Almeida                 | Portugal                     | UAE Team Emirates            | + 20 s                       |
| 10e                          | Brandon McNulty              | États-Unis                   | UAE Team Emirates            | + 20 s                       |

| Classement du meilleur jeune | Classement du meilleur jeune | Classement du meilleur jeune | Classement du meilleur jeune | Classement du meilleur jeune |
| Coureur                      | Coureur                      | Pays                         | Équipe                       | Temps                        |
| ---------------------------- | ---------------------------- | ---------------------------- | ---------------------------- | ---------------------------- |
| 1er                          | Ethan Hayter                 | Royaume-Uni                  | Ineos Grenadiers             | 8 h 20 min 20 s              |
| 2e                           | Carlos Rodríguez             | Espagne                      | Ineos Grenadiers             | + 0 s                        |
| 3e                           | Pavel Sivakov                | France                       | Ineos Grenadiers             | + 0 s                        |
| 4e                           | Luke Plapp                   | Australie                    | Ineos Grenadiers             | + 0 s                        |
| 5e                           | Remco Evenepoel              | Belgique                     | Quick-Step Alpha Vinyl       | + 1 s                        |
| 6e                           | Ilan Van Wilder              | Belgique                     | Quick-Step Alpha Vinyl       | + 1 s                        |
| 7e                           | Kaden Groves                 | Australie                    | BikeExchange-Jayco           | + 18 s                       |
| 8e                           | Juan Ayuso                   | Espagne                      | UAE Team Emirates            | + 20 s                       |
| 9e                           | João Almeida                 | Portugal                     | UAE Team Emirates            | + 20 s                       |
| 10e                          | Brandon McNulty              | États-Unis                   | UAE Team Emirates            | + 20 s                       |

| Classement par équipes | Classement par équipes | Classement par équipes | Classement par équipes |
| Équipe                 | Équipe                 | Pays                   | Temps                  |
| ---------------------- | ---------------------- | ---------------------- | ---------------------- |
| 1re                    | Jumbo-Visma            | Pays-Bas               | 24 h 11 min 01 s       |
| 2e                     | Ineos Grenadiers       | Royaume-Uni            | + 13 s                 |
| 3e                     | Quick-Step Alpha Vinyl | Belgique               | + 14 s                 |
| 4e                     | BikeExchange-Jayco     | Australie              | + 31 s                 |
| 5e                     | UAE Team Emirates      | Émirats arabes unis    | + 33 s                 |
| 6e                     | Groupama-FDJ           | France                 | + 38 s                 |
| 7e                     | Bora-Hansgrohe         | Allemagne              | + 41 s                 |
| 8e                     | Trek-Segafredo         | États-Unis             | + 42 s                 |
| 9e                     | Bahrain Victorious     | Bahreïn                | + 42 s                 |
| 10e                    | Movistar Team          | Espagne                | + 43 s                 |

| Classement par équipes | Classement par équipes | Classement par équipes | Classement par équipes |
| Équipe                 | Équipe                 | Pays                   | Temps                  |
| ---------------------- | ---------------------- | ---------------------- | ---------------------- |
| 1re                    | Jumbo-Visma            | Pays-Bas               | 24 h 11 min 01 s       |
| 2e                     | Ineos Grenadiers       | Royaume-Uni            | + 13 s                 |
| 3e                     | Quick-Step Alpha Vinyl | Belgique               | + 14 s                 |
| 4e                     | BikeExchange-Jayco     | Australie              | + 31 s                 |
| 5e                     | UAE Team Emirates      | Émirats arabes unis    | + 33 s                 |
| 6e                     | Groupama-FDJ           | France                 | + 38 s                 |
| 7e                     | Bora-Hansgrohe         | Allemagne              | + 41 s                 |
| 8e                     | Trek-Segafredo         | États-Unis             | + 42 s                 |
| 9e                     | Bahrain Victorious     | Bahreïn                | + 42 s                 |
| 10e                    | Movistar Team          | Espagne                | + 43 s                 |

## Abandons
Un coureur quitte la Vuelta lors de la 3e étape :
- Michael Woods (Israel-Premier Tech) : abandon[3].